# Fredrik Dolk
Gustav Fredrik Dolk (født 14. december 1961) er en svensk skuespiller. Han gik på Calle Flygare Teaterskola og studerede sidenhen på Teaterhögskolan i Göteborg fra 1985 til 1988. Dolk kom efter endt uddannelse i praktik på Dramaten i Stockholm. I flere år har han blandt andet været tilknyttet Helsingborgs stadsteater.
Fredrik Dolk har udover teateret været aktiv i forskellige film og tv-serier. Han er blandt andet kendt for rollen som Göran Forslund i komedieserien Svensson, Svensson og som Peter Kroon i filmene om Johan Falk.

## Udvalgt filmografi
- 1939 (1989)
- Joker (1991)
- Höst i paradiset (1995)
- Anna Holt - Polis (tv-serie, 1996)
- Svensson, Svensson (tv-serie, 1996)
- Svensson, Svensson - Filmen (1997)
- Tre kronor (tv-serie, 1999)
- Insider (tv-serie, 1999)
- De tre venner og Jerry (animeret tv-serie, 1999)
- Sherdil (1999)
- Nul tolerance (1999)
- Sunes verden (animeret tv-serie, 2002)
- Den tredje bølge (2003)
- Skeppsholmen (tv-serie, 2004)
- Kommissæren og havet (tv-serie, 2007)
- Labyrint (tv-serie, 2007-2008)
- Morgan Pålsson - Verdensreporteren (2008)
- Irene Huss (tv-serie, 2008)
- Johan Falk (filmserie, 2009-2015)
- Wallander (tv-serie, 2010)
- Maria Wern (tv-serie, 2011)
- The Girl with the Dragon Tattoo (2011)
- När tårarna fallit (kortfilm, 2014)
- Broen (tv-serie, 2015)
- Beck (tv-serie, 2016)
- Operation Ragnarök (2018)
- I magtens øje (tv-serie, 2019)
- Familien Löwander (tv-serie, 2019)
- The Playlist (tv-serie, 2022)